# Characidium vestigipinne
Characidium vestigipinne es una especie de peces de la familia Crenuchidae en el orden de los Characiformes.

## Morfología
Los machos pueden llegar alcanzar los 5,1 cm de longitud total.

## Hábitat
Vive en zonas de clima tropical a 650 m de altitud.

## Distribución geográfica
Se encuentran en Sudamérica: cabeceras del río Caraguatá (cuenca del río Uruguay ).